# Zengőlégyfélék
A zengőlégyfélék vagy zengőlegyek a valódilégy-alakúak (Muscomorpha) alrendágában a zengőlegyek öregcsaládjának (Syrphoidea) névadó családja mintegy 4500 fajjal. A légyalkatúak (Brachycera) korábbi rendszerében a parafiletikus taxonnak bizonyult kerek bábrésű legyek (Cyclorrapha) alrendágban, a homlokrés nélküli legyek öregcsaládjában (Aschiza) szerepeltek — ez a taxon most a valódi légyalakúak (Muscomorpha alrendág) egyik csoportja. Magyar nevüket szárnymozgásuk zengő hangjáról kapták.

## Származásuk, elterjedésük
Ez a legyek egyik legnépesebb családja több mint 5000 leírt fajjal, amelyek az egész Földet benépesítik. A palearktikumban mintegy 1600 fajuk él, ezen belül kb. Európában kb. 800, hazánkban 380.

## Megjelenésük, felépítésük
A legtöbbjük közepes termetű (kb. 1 vm-es), de vannak kis (4–5 mm-es, például nádaslégy (Neoascia spp.), fenyérzengőlégy (Paragus spp.), sőt nagy légynek számító, 20 mm-nél nagyobbak is, mint a darázszengőlégy (Milesia spp.) és a pihelégy (Volucella spp.).
Potrohukat általában a darazsakéhoz hasonló sárga-fekete (ritkábban fehér) csíkok, illetve foltok tarkítják, de vannak fémesen csillogó fajok is, vagyis ők a hazai légyfauna legdíszesebb fajai. A sajátos sárga-fekete színezet szerepe máig vitatott, a legelterjedtebb nézet szerint a ragadozók megtévesztését célzó mimikri, de nincs bizonyíték arra, hogy az utánzás tényleg megvédené őket ellenségeiktől (ragadozó rovaroktól, madaraktól és egyéb gerincesektől).
Nemcsak színezetük szép és változatos, de nemegyszer fejük, csápjuk, lábuk és potrohuk is különleges. A hosszú szívókájú csőröslégy (Rhingia) fajok (így a vörössárga csőröslégy (Rhingia rostrata), 12 mm-es szívókával) arról nevezetesek, hogy elülső szájszegélyük csőrszerűen megnyúlik: hosszabb, mint a tulajdonképpeni fejük. Más fajok arcából dudor emelkedik ki — valószínűleg azért, hogy megkönnyítse szívókájuk behatolását a virág belsejébe.
A csápok alakja is igen változatos. Alapvetően három ízből állnak; a csápsörte a harmadik ízen ül. A két tőíz rendszerint rövid, a harmadik viszont ovális, háromszögű, fejsze alakú vagy gömbölyded. A lábak egyes ízei is feltűnően megduzzadhatnak, rajtuk fogacskák vagy serték ülhetnek.
Alakjukat alapvetően a potroh alakja szabja meg. Ez rendszerint hosszúkás, ovális vagy tojásdad, szélei legtöbbször párhuzamosan futnak. Egyes nemek (pl. árnyéklégy, karcsúlégy) potroha bunkószerűen duzzadt. A fajok elkülönítésében a potroh alakján túl fontos lehet a szárny erezete is. Legfontosabb elkülönítő bélyegeik a szárnyaikon találhatók. Általánosan jellemző, hogy a szárny közepén rm harántéren áthúzódó, ráncra emlékeztető úgynevezett álér (vena spuria) fut. Ez tulajdonképpen csak egy barázda a szárny felületén; az érrendszer egyéb részeivel semmilyen kapcsolatban nem áll, a harmadik és negyedik hosszanti ér közé beékelődve az elülső haránteret keresztezi. Jellemző még a megnyúlt zárt végsejt, amely gyakran nyéllel csatlakozik a szárnyszegélyhez.
Lárváik féregszerű, lábatlan nyüvek. Bábjuk úgynevezett tonnabáb (pupa coarctata), amely rendkívül sokféle alakú és színű lehet; gyakran hordóra emlékeztet.

## Életmódjuk, élőhelyük
Általában kevéssé kötődnek az élőhelyek egy-egy típusához vagy akár csoportjához. A legtöbb faj a tágabb értelemben vett erdő környékén (cserjésekben, magaskórós erdőszegélyen, erdei tisztásokon, illetve utakon, nyiladékokban stb.) él. Kevés a kimondottan árnyékkedvelő, zárt erdőben élő faj.
A méhekhez hasonlóan virágról virágra járnak, hogy nyaló–szívó szájszervükkel virágport és nektárt vegyenek magukhoz. Emellett gyakran fogyasztanak mézharmatot, növényi nedveket, sőt egyes fajok felisszák a sérült fák kicsurgó nedvét is. A  méhek után a zengőlegyeké a legfontosabb beporzó rovarcsoport; főleg az árnyékos és nedves helyeken növő virágokat, a mocsári és vízi növényeket, valamint a kora tavaszi virágokat porozzák be. Kora tavasztól késő őszig találkozhatunk a velük, főként
- az ernyősvirágzatúak,
- a fészkesvirágzatúak,
- a keresztesvirágúak,
- a szegfűfélék és
- a rózsafélék virágain.

A legtökéletesebben repülő rovarok közé tartoznak. Percekig lebeghetnek egy helyben, miközben rendkívül gyorsan rezgetik szárnyaikat. Testük ilyenkor vízszintesen áll, fejük mindig a szél irányával szembe fordul — ez az ösztönös magatartás az anemotropizmus.
Lárváik megjelenése és életmódja is különlegesen változatos. Életmódjuk szerint három nagy csoportba sorolhatjuk őket:
- szaprofágok: bomló növényi anyagokkal, szerves törmelékkel táplálkozó lebontó szervezetek (szervesanyagban dús nedves helyeken);
  - — több faj kimondottan trágyában, illetve trágyalében;
- fitofágok: növényevők, pollent és nektárt fogyasztanak;
  - — sajátos csoport a sérült fák kifolyó nedvein élő lárváké (főként a fanedvlegyek (Brachyopa spp.), kisebbrészt a nyárfalegyek (Myolepta spp.);
- zoofágok: ragadozók (illetve dögevők hangyabolyokban, poszméhek vagy redősszárnyú darazsak fészkeiben);
  - — a parazitoidok: más rovarok lárváiban vagy bábjaiban élősködnek.[1]

Ragadozó a fajok kb. 40 %-a; köztük nagyon sok a növények felszínén levéltetvekre vadászó, úgynevezett afidofág faj. Ezek nagy többsége polifág, azaz válogatás nélkül pusztítja az útjába kerülő levéltetveket. Jóval kevesebb az oligofág faj, amelyek csak bizonyos tetveket esznek meg. A lárvák egy kis hányada erősen specializálódott — a monofág fajok csak egy-egy levéltetű fajon élnek.

### Szaporodásuk
Rendszerint sok, nem ritkán több száz petét raknak; a lárvák többnyire néhány nap alatt kikelnek. Többnyire két-három vedlés után bábozódnak úgy, hogy az előtt egyes fajok, lárvái nyáron rövidebb-hosszabb ideig nyugalmi állapotba (diapauza) merülnek. A mérsékelt égövön a fajok többsége lárva vagy báb alakban vészeli át a hideg évszakot, és évente csak egy nemzedéke repül. Néhány faj — például ékfoltos zengőlégy (Episyrphus balteatus), közönséges herelégy (Eristalis tenax) — egyes nőstényei azonban imágóként telelnek át, és évente több nemzedékük fejlődik.

## Rendszertani felosztásuk
A családot három alcsaládra, azokat egy kivételével nemzetségekre, a darázszengőlégy-rokonúakat (Milesiini) ezen belül alnemzetségekre bontjuk.

### Herelégyformák alcsaládja(Eristalinae)
- fanedvlégy-rokonúak (Brachyopini) 19 nemmel:
  - Austroascia;
  - fanedvlégy (Brachyopa);
  - Chamaesphegina;
  - Chromocheilosia;
  - smaragdlégy (Chrysogaster);
  - Chrysosyrphus;
  - Cyphipelta;
  - Hammerschmidtia;
  - Hemilampra;
  - fémeslégy (Lejogaster);
  - Lepidomyia;
  - Liochrysogaster;
  - aranyhasú légy (Melanogaster);
  - nyárfalégy (Myolepta);
  - Neoascia;
  - Neoplesia;
  - patak-zengőlégy (Orthonevra);
  - Riponnensia;
  - karcsúlégy (Sphegina);
- bronzoslégy-rokonúak (Calliceratini) két nemmel:
  - bronzoslégy (Callicera);
  - Notiocheilosia;
- hosszúcsápúlégy-rokonúak (Cerioidini) öt nemmel;
  - hosszúcsápú légy (Ceriana)
  - Monoceromyia
  - Polybiomyia;
  - Primocerioides;
  - orsócsápú légy (Sphiximorpha);
- herelégy-rokonúak (Eristalini) három alnemzetséggel;
  - Eristalina alnemzetség 18 nemmel;
    - Austalis
    - Axona
    - Digulia
    - Dissoptera
    - foltosszemű légy (Eristalinus)
    - herelégy (Eristalis)
    - Eristalodes
    - Keda
    - Kertesziomyia
    - Lycastrirhyncha
    - Merodonoides
    - Meromacroides
    - Meromacrus
    - Palpada
    - Phytomia
    - Senaspis
    - Simoides
    - Solenaspis

  - Helophilina alnemzetség két nemmel:
    - iszaplégy (Anasimyia)
    - mocsárlégy (Helophilus)

  - Sericomyiina alnemzetség;
    - tőzeg-zengőlégy (Sericomyia)
- nárciszlégy-rokonúak (Merodontini) tíz nemmel.
  - Alipumilio;
  - Austrocheilosia;
  - Azpeytia;
  - Cepa;
  - hagymalégy (Eumerus);
  - Lyneborgimyia;
  - nárciszlégy (Merodon);
  - Nausigaster;
  - Platynochaetus;
  - ragyogólégy (Psilota);
- darázszengőlégy-rokonúak (Milesiini) hat alnemzetséggel:
  - Blerina alnemzetség hét nemmel:
    - sárgaarcú légy (Blera);
    - pompáslégy (Caliprobola);
    - Nepenthosyrphus;
    - Cynorhinella;
    - ártéri légy (Lejota);
    - Philippimyia;
    - Somula;

  - Criorhinina alnemzetség kilenc nemmel:
    - szőrméslégy (Criorhina);
    - Deineches;
    - Flukea;
    - Lycastris;
    - Malometasternum;
    - Matsumyia;
    - Merapioidus;
    - Pseudopocota;
    - Sphecomyia;

  - Milesiina alnemzetség öt nemmel:
    - Hemixylota;
    - darázszengőlégy (Milesia);
    - odú-zengőlégy (Spilomyia);
    - Stilbosoma;
    - Syrittosyrphus;

  - Temnostomina alnemzetség nyolc nemmel:
    - Aneriophora;
    - Odyneromyia;
    - Palumbia;
    - Pterallastes;
    - Takaomyia;
    - tigrislégy (Temnostoma);
    - Teuchocnemis;
    - Valdiviomyia;

  - Tropidiina alnemzetség nyolc nemmel:
    - Calcaretropidia;
    - Macrozelima;
    - Meropidia;
    - Nepenthosyrphus;
    - Orthoprosopa;
    - Senogaster;
    - comboslégy (Syritta);
    - Tropidia;

  - Xylotina alnemzetség ;
    - korhadófalégy (Brachypalpoides);
    - korhadéklégy (Brachypalpus);
    - Cacoceria;
    - holtfalégy (Chalcosyrphus);
    - Hadromyia;
    - Macrometopia;
    - dongólégy (Pocota);
    - Sterphus;
    - fa-zengőlégy (Xylota);
- szélescsápúlégy-rokonúak (Pelecocerini):
  - szélescsápú légy (Pelecocera);
- törpelégy-rokonúak (Pipizini) hét nemmel:
  - Claussenia;
  - Cryptopipiza;
  - hegyesszögű légy (Heringia);
  - holdfoltú légy (Pipiza);
  - törpelégy (Pipizella);
  - erdőszéli légy (Trichopsomyia);
  - apró zengőlégy (Triglyphus);
- csőröslégy-rokonúak (Rhingiini) egy tucat nemmel:
  - bronzlégy (Cheilosia);
  - Endoiasimyia;
  - sörtéslégy (Ferdinandea);
  - Hiatomyia;
  - Ischyroptera;
  - Macropelecocera;
  - medvehagymalégy (Portevinia);
  - Pelecocera;
  - Psarochilosia;
  - gólyaorrlégy (Psarus);
  - csőröslégy (Rhingia);
  - Taeniochilosia;
- tőzegzengőlégy-rokonúak (Sericomyiini) öt nemmel: –  –  –  –
  - hegyilégy (Arctophila);
  - Conosyrphus;
  - Pseudovolucella;
  - Pyritis;
  - tőzeg-zengőlégy (Sericomyia);
- pihelégy-rokonúak (Volucellini) négy nemmel:
  - Copestylum;
  - Graptomyza;
  - Ornidia;
  - pihelégy (Volucella;

### Hangyaboly-zengőlégyformák alcsaládja(Microdontinae)43 nemmel
- - Afromicrodon;
  - Archimicrodon;
  - Aristosyrphus;
  - Bardistopus;
  - Carreramyia;
  - Ceratophya;
  - Ceratrichomyia;
  - Ceriomicrodon;
  - Cervicorniphora;
  - Chrysidimyia;
  - Domodon;
  - Furcantenna;
  - Heliodon;
  - Hypselosyrphus;
  - Indascia;
  - Kryptopyga;
  - Laetodon;
  - Masarygus;
  - Menidon;
  - Mermerizon;
  - Metadon;
  - hangyalégy (Microdon);
  - Mixogaster;
  - Oligeriops;
  - Omegasyrphus;
  - Paragodon;
  - Paramicrodon;
  - Paramixogaster;
  - Parocyptamus;
  - Peradon;
  - Piruwa;
  - Pseudomicrodon;
  - Ptilobactrum;
  - Rhoga;
  - Rhopalosyrphus;
  - Schizoceratomyia;
  - Serichlamys;
  - Spheginobaccha;
  - Stipomorpha;
  - Sulcodon;
  - Surimyia;
  - Thompsodon;
  - Ubristes;

### Zengőlégyformák alcsaládja(Syrphinae)4 nemzetséggel
- árnyéklégy-rokonúak (Bacchini) négy nemmel:
  - Afrostoma;
  - árnyéklégy (Baccha);
  - fű-zengőlégy (Melanostoma);
  - széles lábú légy (Platycheirus);
- fenyérzengőlégy-rokonúak (Paragini);
  - fenyérzengőlégy (Paragus) Latreille, 1804
- zengőlégy-rokonúak (Syrphini) 30 nemmel;
  - Allograpta;
  - Anu;
  - Betasyrphus;
  - öveslégy (Chrysotoxum);
  - erdei légy (Dasysyrphus);
  - lapos potrohú légy (Didea);
  - méhfészeklégy (Doros);
  - Eosphaerophoria;
  - réti zengőlégy (Epistrophe);
  - réti zengőlegyecske (Epistrophella);
  - ékfoltos légy (Episyrphus);
  - bundás szőrű légy (Eriozona);
  - mezei légy (Eupeodes);
  - Fagisyrphus;
  - Fazia;
  - Flavizona;
  - Lapposyrphus;
  - fehérpántos légy (Leucozona);
  - nyiladéklégy (Megasyrphus);
  - tavaszi légy (Melangyna);
  - karcsúlégy (Meligramma);
  - vékonybőrű légy (Meliscaeva);
  - Ocyptamus;
  - cserjelégy (Parasyrphus);
  - Philhelius;
  - nagyhomlokú légy (Scaeva);
  - Spazigasteroides;
  - darázslégy (Sphaerophoria);
  - kerti zengőlégy (Syrphus);
  - oldalsávos légy (Xanthogramma);
- Toxomerini (Toxomerini);
  - Toxomerus;

A fentebb ismertetett rendszerből hiányzó nemek:
- -     - bundáslégy (Brachymyia) Williston, 1882
    - ékarcú légy (Chamaesyrphus) Mik, 1895
    - sávos légy (Ischyrosyrphus) Rondani, 1857
    - gyékénylégy (Lejops) Rondani, 1857
    - gyapjaslégy (Mallota) Meigen, 1822
    - mocsárlégy (Mesembrius) Rondani, 1857
    - halálfejes légy (Myathropa) Rondani, 1845
    - nádaslégy (Neoascia) Villiston, 1886
    - pálcikás légy (Neocnemodon) Goffe, 1944
    - csíkos légy (Parhelophilus) Girschner, 1897
    - nádi légy (Pyrophaena) Schiner, 1860
    - bunkóslégy (Spazigaster) Rondani, 1843
    - fogaslégy (Tropidia) Meigen, 1822
    - hernyólégy (Xanthandrus) Verrall, 1901